# Портенген
Портенген (нід. Portengen) — селище в нідерландській провінції Утрехт. Входить до муніципалітету Стіхтсе-Вехт.
Його площа становить 6,87 км², а населення станом на 2021 рік складало 285 осіб.
Перша згадка про населений пункт датується 1217 роком.
До 1857 року мало статус окремого муніципалітету.

## Галерея

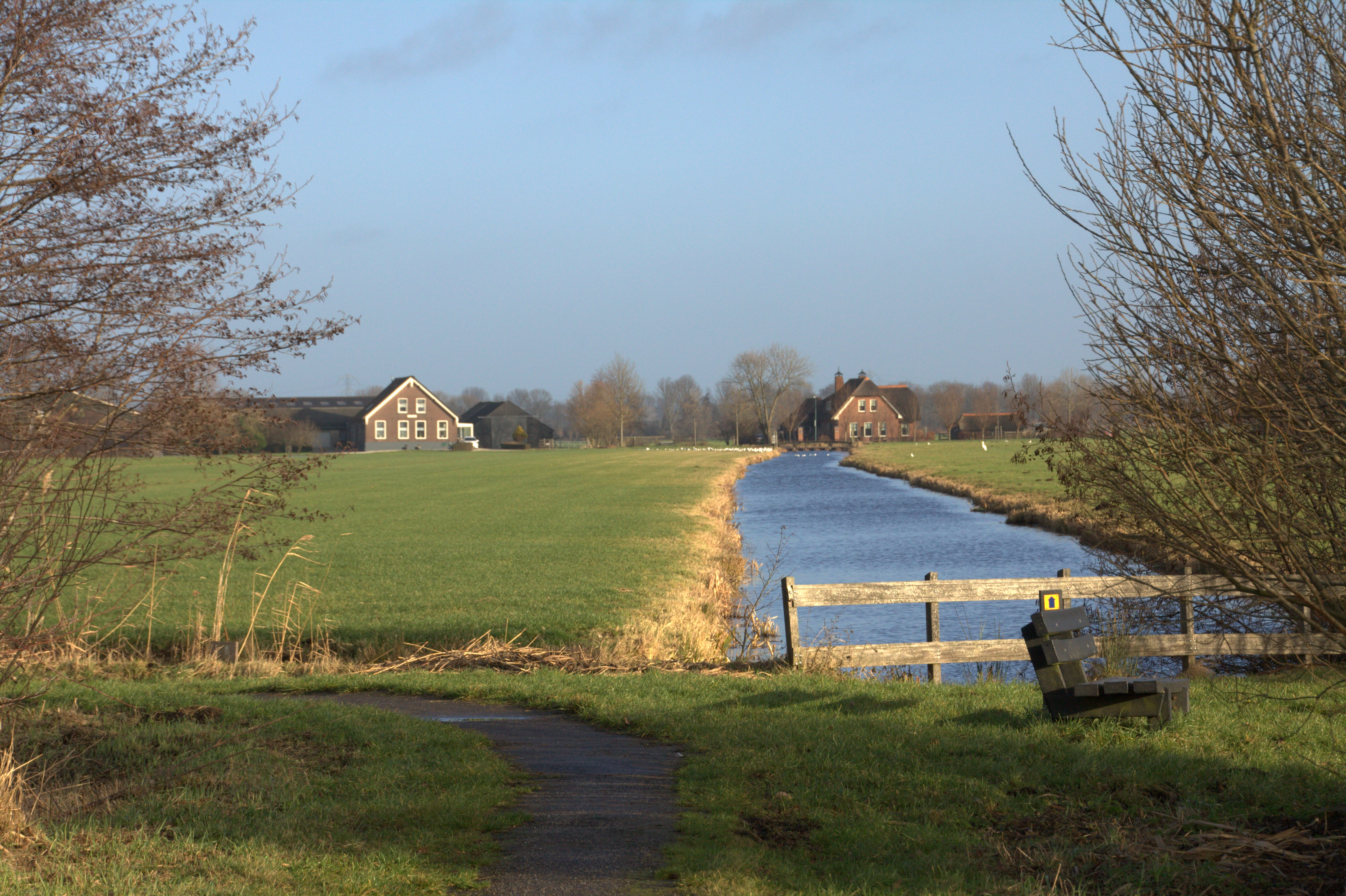
Вид на селище
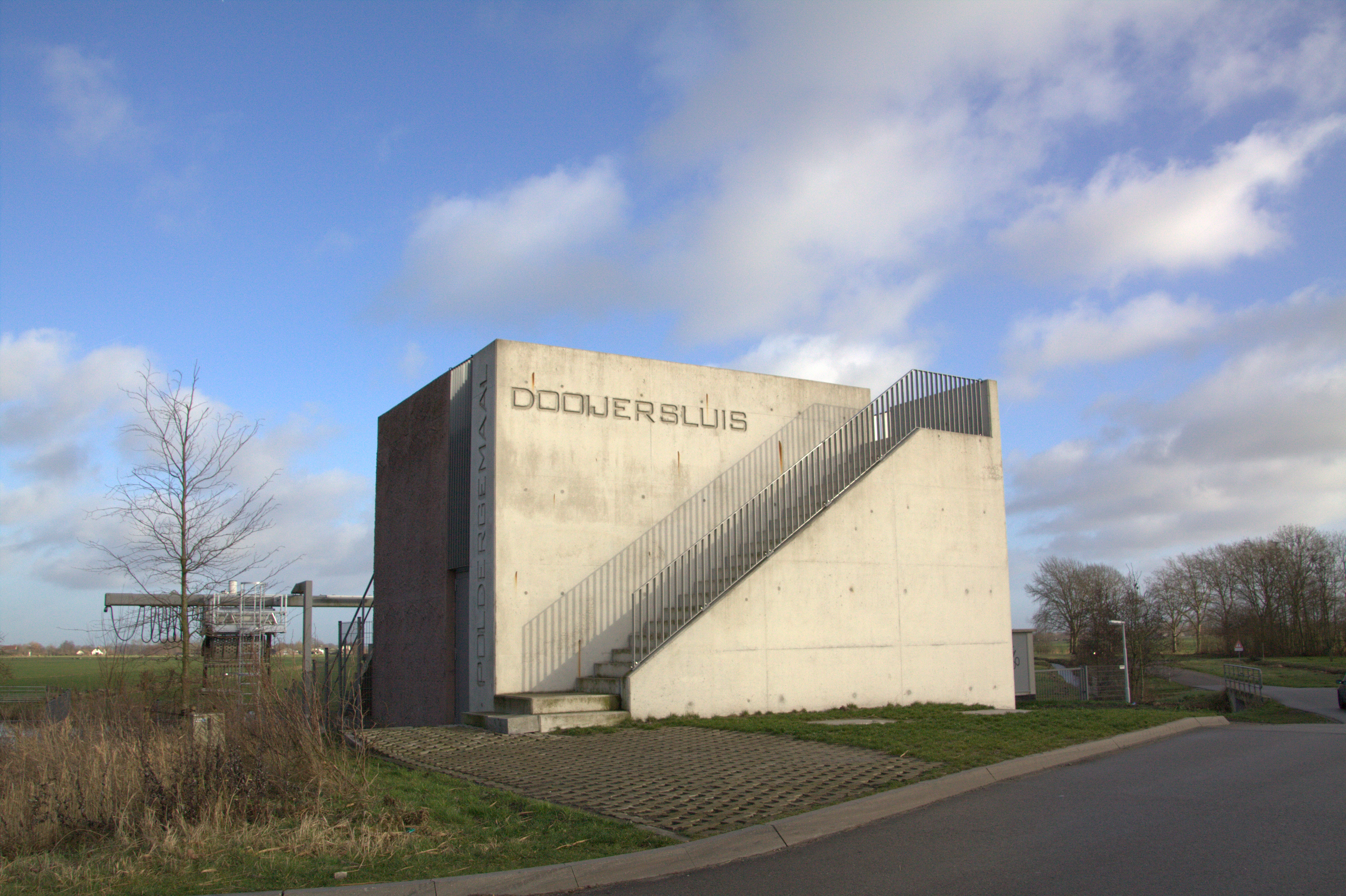
Насосна станція
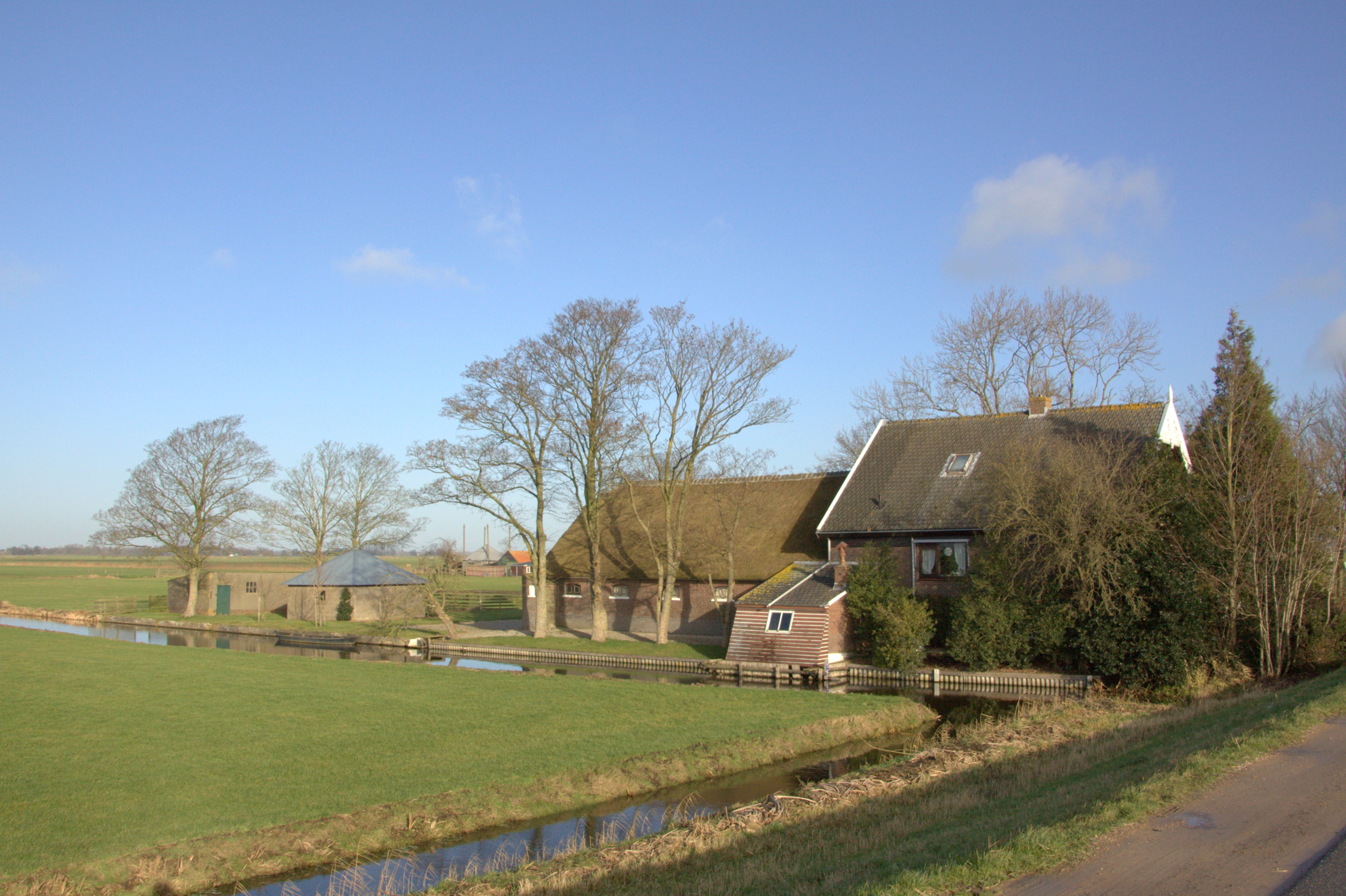
Ферма у Портенгені